# Libertad (Nacajuca)
Libertad es una localidad del municipio de Nacajuca ubicado en la subregión centro del estado mexicano de Tabasco.

## Geografía
La localidad de Libertad se sitúa en las coordenadas geográficas 18°01′18″N 92°57′18″O / 18.021667, -92.955000, a una elevación de 6 metros sobre el nivel del mar.

## Demografía
Según el Conteo de Población y Vivienda 2020, efectuado por el Instituto Nacional de Estadística y Geografía, la localidad de Libertad tiene 3,843 habitantes, de los cuales 1,869 son del sexo masculino y 1,974 del sexo femenino. Su tasa de fecundidad es de 2.12 hijos por mujer y tiene 987 viviendas particulares habitadas.
| Gráfica de evolución demográfica de Libertad entre 1940 y 2020 |
|                                                                |
| INEGI.                                                         |